# Francisco Gómes Fernándes
Francisco Gomes Fernándes (* 3. Januar 1943 in Fortaleza, Brasilien; †  25. April 2014 in Veracruz, Mexiko), gemäß spanischer Schreibweise Francisco Gómez Fernández und auch bekannt unter dem Spitznamen Batata, war ein brasilianischer Fußballspieler auf der Position eines Stürmers.

## Leben
Batata begann seine Profikarriere beim brasilianischen Traditionsverein Fluminense Football Club und wechselte wenige Jahre später nach Mexiko, wo er 10 Jahre lang bei den Tiburones Rojos Veracruz unter Vertrag stand.
Nach seiner aktiven Laufbahn war Batata als Trainer verschiedener Reservemannschaften seines ehemaligen Vereins Tiburones Rojos Veracruz tätig und war in der Saison 1990/91 auch kurzzeitig als Interimstrainer für die erste Mannschaft verantwortlich.
Nachdem Batata bereits 2009 einen Schlaganfall erlitten hatte, erlitt er am 22. April 2014 einen noch schlimmeren Schlaganfall, von dem er sich nicht mehr erholte, in ein künstliches Koma versetzt wurde und wenige Tage später verstarb.